# 槻木駅西
槻木駅西（つきのきえきにし）は宮城県柴田郡柴田町の町丁。郵便番号は989-1758。人口は1585人、世帯数は615世帯（2021年3月31日現在）。現行行政地名は槻木駅西一丁目から槻木駅西三丁目。住居表示は全域で未実施。

## 地理
槻木地区中心部の西にあり、大字槻木、槻木西、槻木新町、槻木下町と接する。また、わずかに槻木上町、大字四日市場と接している。
この地は20.8haの農地であり、地籍者は271人いたものの、土地区画整理事業に伴い宅地になった。

### 地名の由来
槻木駅の西側に位置するため。

## 歴史
現在の槻木駅西にあたる地域はもともと田園風景が広がる農地で、地方主要道の柴田村田線（現在の宮城県道52号亘理村田蔵王線）が通っていた。その後、槻木大橋の架橋（1995年7月）や槻木駅駅舎とその周辺の整備（1997年 - 1998年）、県営柴田槻木住宅の建設などによって開発が進み、土地区画整理事業が施行された。
事業の正式名称は「柴田町槻木駅西土地区画整理事業」であり、1991年度から1999年度にかけて施行された。施行面積は208,003.12平方メートル、総事業費は16億6129万円。

### 年表
- 1992年（平成4年）1月7日 - 宮城県知事の認可を得て土地区画整理事業に着手[6]。
- 1998年（平成10年）
  - 6月27日 - 槻木駅の新駅舎完成に伴い、槻木駅に西口が設置される。
  - 10月2日 - 換地処分が公告される。
  - 10月3日 - 換地処分に伴い槻木駅西1丁目から3丁目が誕生する[5][6]。

## 小・中学校の学区
小・中学校の学区は以下の通りとなる。
| 大字     | 字・番地 | 小学校     | 中学校     |
| -------- | -------- | ---------- | ---------- |
| 槻木駅西 | 全域     | 槻木小学校 | 槻木中学校 |

## 施設

### 公共

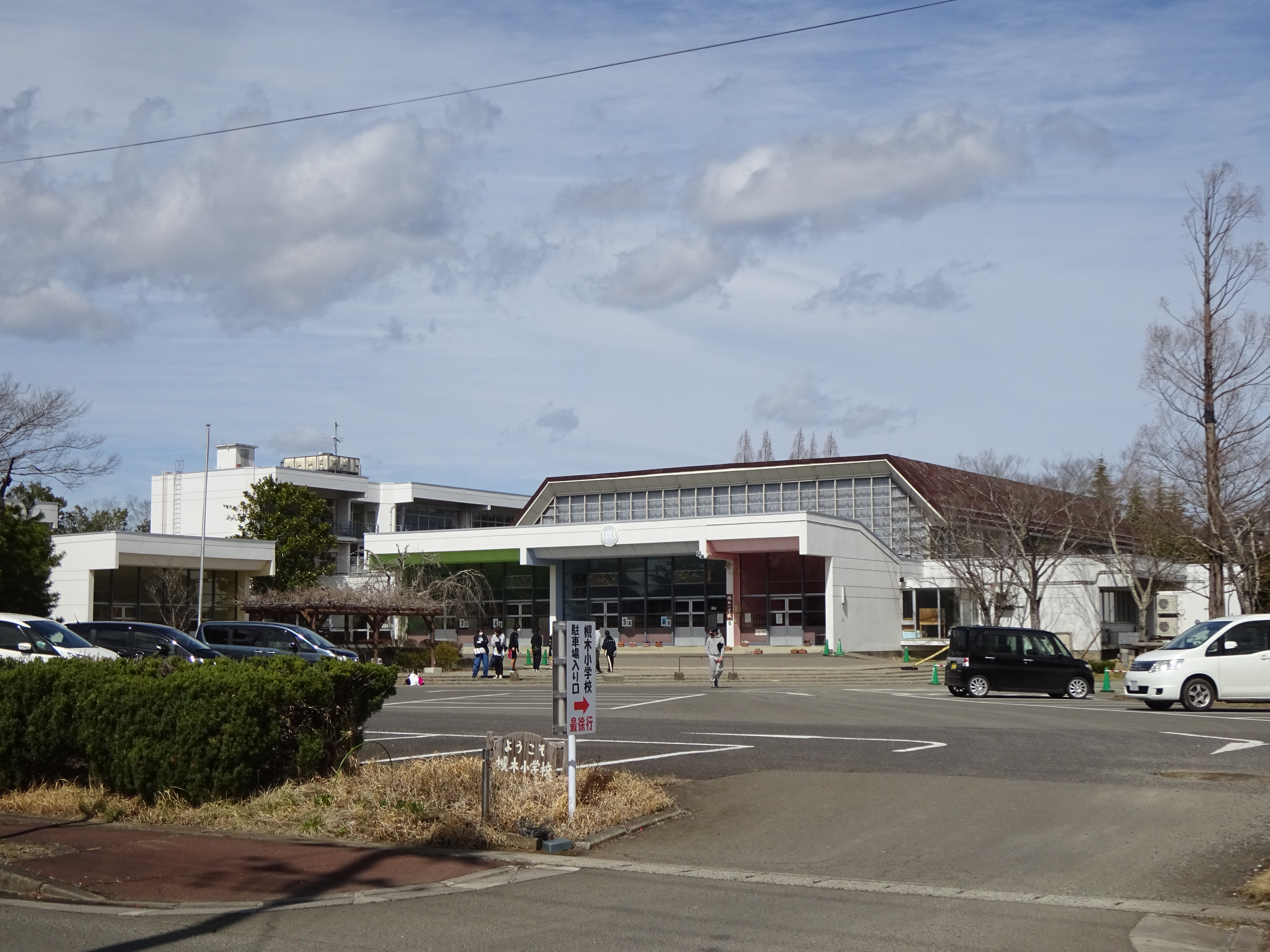
柴田町立槻木小学校

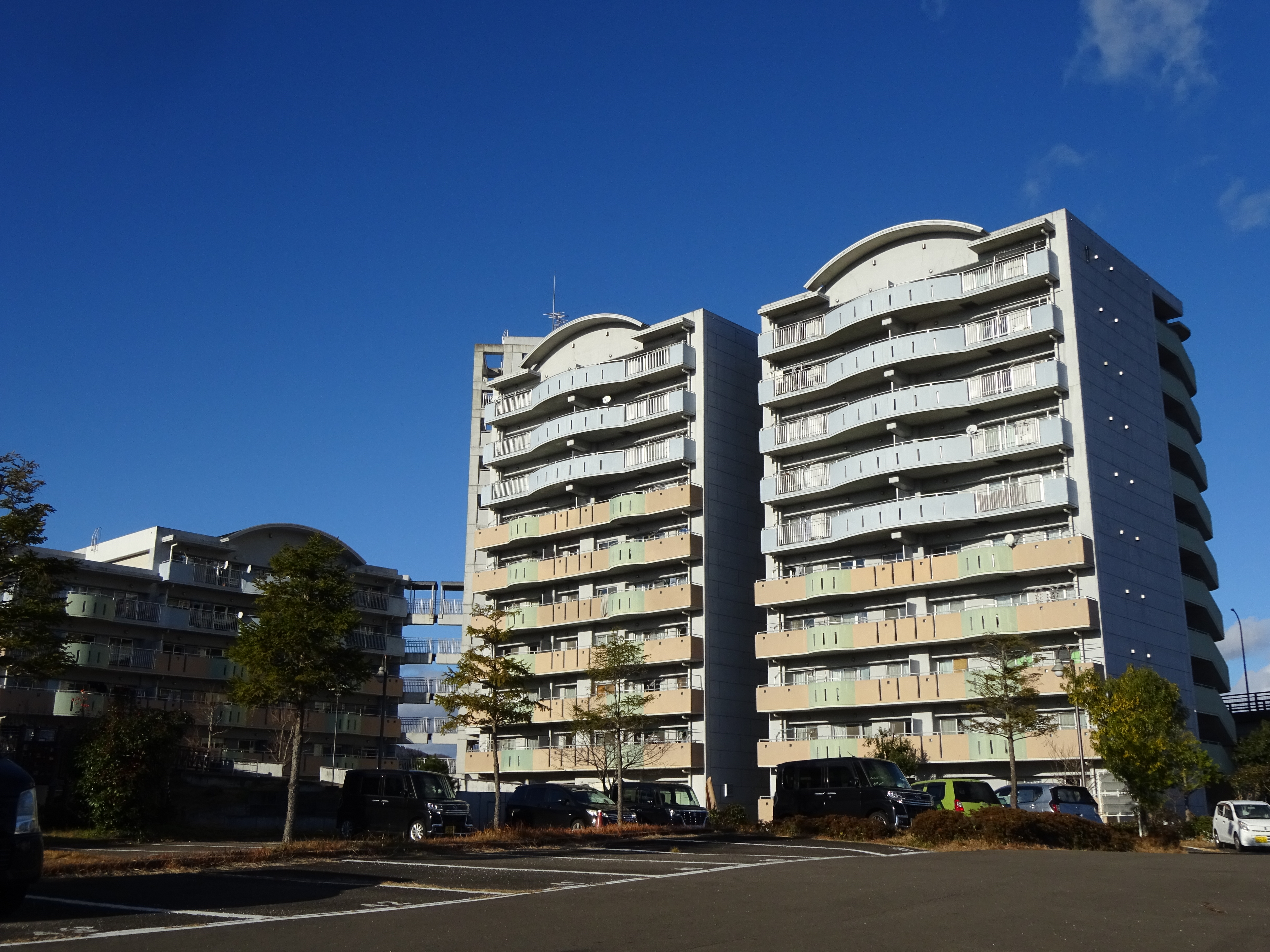
宮城県営柴田槻木住宅

- 柴田町立槻木小学校（槻木駅西二丁目14-1）
- 宮城県営柴田槻木住宅（槻木駅西二丁目17）

#### 集会所・コミュニティセンター
- 第15区集会所 (槻木駅西二丁目1-13)

#### 公園

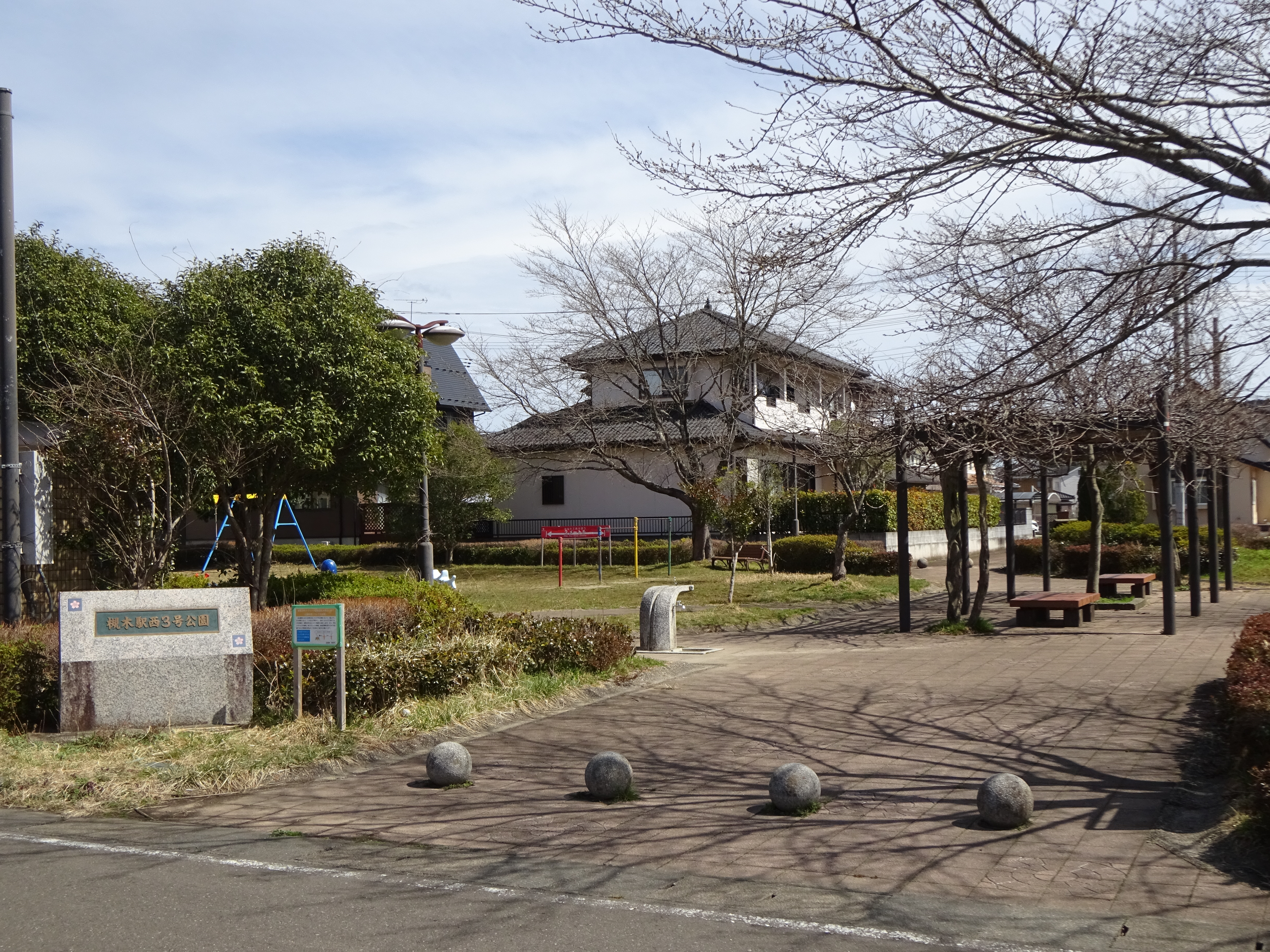
槻木駅西3号公園

- 槻木駅西1号公園（槻木駅西三丁目3-8）
- 槻木駅西2号公園（槻木駅西一丁目4-1）
- 槻木駅西3号公園（槻木駅西二丁目4-6）
- 槻木駅西4号公園（槻木駅西三丁目7-7）
- 槻木駅西緑地（槻木駅西一丁目5-12）

### 企業・店舗など
- やすだ耳鼻咽喉科アレルギー科クリニック（槻木駅西一丁目4-7）

- つきのき駅西薬局（槻木駅西一丁目4-7）
- 便利屋！お助け本舗 宮城柴田店（槻木駅西一丁目11-13）

## 交通

### 鉄道
- 槻木駅（東北本線）[注 1]

### バス
- 地区内にバスは通っていない。

### 道路

#### 県道
- 宮城県道52号亘理村田蔵王線